# West End Predators FC
Der West End Predators Football Club ist ein Fußballverein aus Anguilla mit Sitz in der Stadt The Valley. Der Verein spielt derzeit in der AFA League, der höchsten Spielklasse des Verbandes.

## Geschichte
Der Verein wurde im Jahr 2020 gegründet und nahm 2021 erstmals an der AFA Football League teil. Die Predators gehören zu den schwächeren Teams der Liga und belegten bis auf das Jahr 2022 immer den letzten Tabellenplatz. Der Spitzname des Vereins lautet die Raubtiere, und die Vereinsfarben sind Pink/Schwarz.
Sherman Anthony erzielte das erste Tor der Vereinsgeschichte in der ersten Liga.

## Stadion
Die Heimspielstätte des West End Predators Football Club ist das Raymond E. Guishard Technical Centre, das Platz für 1.100 Zuschauer bietet.